# عدي (اسم)
عَدِيٌّ هو اسم علم مذكر من أصل عربي، ومعناه هو دلالة على العصيان والتمرد.

## شخصيات تحمل الاسم
- عدي الصيفي (لاعب كرة قدم أردني، 26 مايو 1986 – )
- عدي بن حاتم الطائي
- عدي بن ربيعة ( – 531)
- عدي بن زيد العبادي (550 – 600)
- عدي بن مسافر (ثيولوجي عراقي، 1073 – 1162)
- عدي روتشا (لاعب كرة قدم برازيلي، 15 ديسمبر 1985[3] – )
- عدي شامير (6 يوليو 1952 – )
- عدي صدام حسين (الابن الأكبر للرئيس العراقي الراحل صدام حسين، 18 يونيو 1964[4] – 22 يوليو 2003[4])
- عدي طالب (لاعب كرة قدم عراقي، 1 يوليو 1981 – )
- عدي كيران (ممثل هندي، 30 ديسمبر 1998 – 6 يناير 2014)

## وصلات خارجية
- موسوعة السلطان قابوس لأسماء العرب نسخة محفوظة 5 أبريل 2019 على موقع واي باك مشين.